# Dalbergia purpurascens
Dalbergia purpurascens är en ärtväxtart som beskrevs av Henri Ernest Baillon. Dalbergia purpurascens ingår i släktet Dalbergia, och familjen ärtväxter. IUCN kategoriserar arten globalt som sårbar. Inga underarter finns listade i Catalogue of Life.